# Callitris columellaris
Callitris columellaris — вид хвойних рослин родини кипарисових.

## Поширення, екологія
Країни проживання: Австралія (Новий Південний Уельс, Північна територія, Квінсленд, Південна Австралія, Вікторія, Західна Австралія). Зустрічається в широкому діапазоні напівпосушливих середовищ всеї континентальної Австралії. Росте в прибережних і внутрішніх районах, на рівні моря і в гірських районах до 1300 м.

## Морфологія

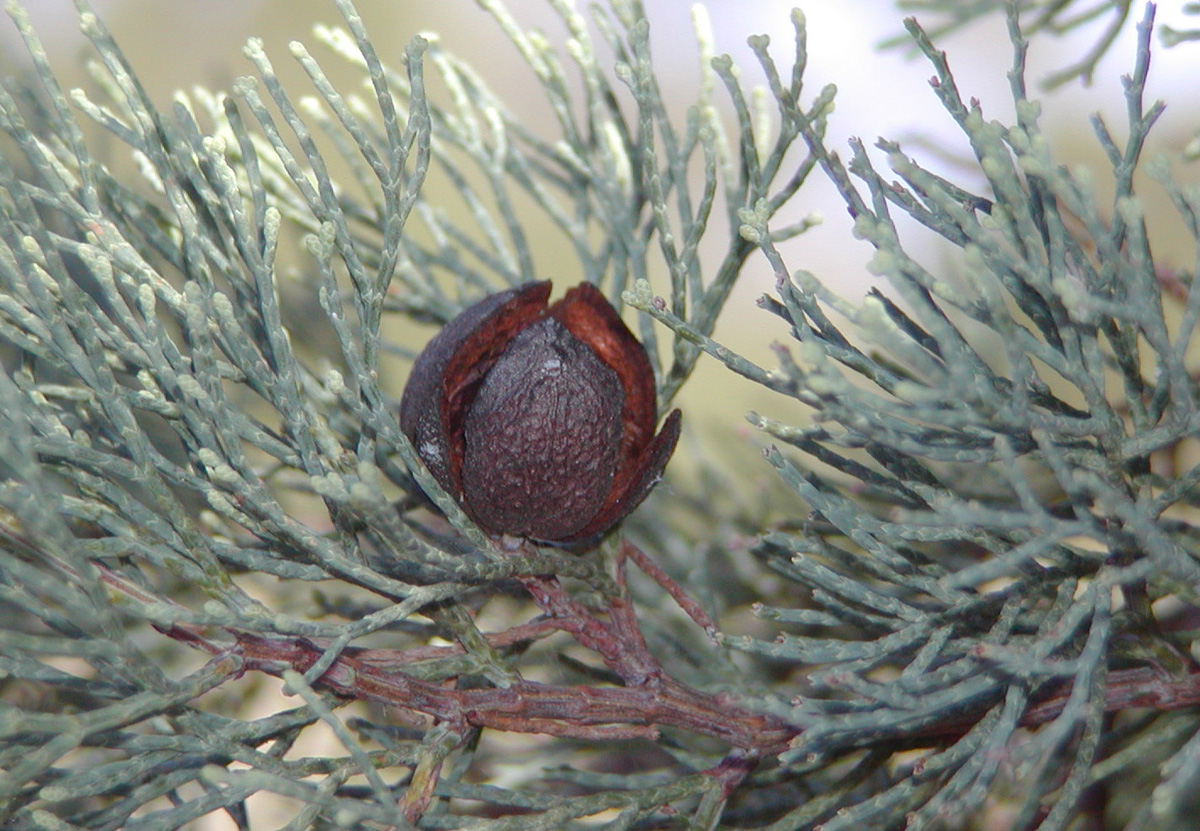
Шишка

Дерево вічнозелене, висотою до 10 м і діаметром на висоті грудей до 1,1 метра, з широко або вузько розставленими гілками. Кора темно і борозниста. Листя зазвичай зелене, рідко сірувато-зелене, довжиною 1–3 мм. Чоловічі шишки ростуть індивідуально або в групах, довжиною до 5 міліметрів циліндричної форми. Шишки поодинокі на тонких плодових гілочках, падають незабаром після зрілості, від яйцюватих до сплющено-кулястих, до 20 мм у діаметрі. Насіння ≈ 4 міліметрів і має два або три крила.

## Використання
Широко використовується для огорож та будівництва. Також використовується для дендрокліматологічних досліджень.

## Загрози та охорона
Надмірний випас як домашніх так і диких тварин і невідповідні пожежні режими є проблемами в деяких частинах ареалу. Цей вид зустрічається в ряді національних парків та інших охоронних територіях, таких як лісові заповідники.